# Tio Patinhas
Tio Patinhas (portugais de Oncle Picsou) est un magazine bimensuel brésilien de bande dessinée hebdomadaire, comprenant des histoires de l'univers Disney, publié de décembre 1963 à juillet 2018 par Editora Abril, filiale du groupe de média Abril. 